# De Gouden Saté
De Gouden Saté (in de volksmond ook bekend als bij Julien) is een frituur aan het Sint-Pietersplein in de Gentse Overpoort. Het staat bekend om de creatie van het Julientje, een snack vernoemd naar Julien Taghon (1939–2013), de oorspronkelijke uitbater van De Gouden Saté en een legendarische friturist in Gent en omstreken. Ook het in Vlaanderen te verkrijgen Romboutje wordt geassocieerd met De Gouden Saté.

## Geschiedenis
De Gouden Saté werd opgericht in de jaren 1980. Julien Taghon ontwikkelde er het snack Hugo Claus, dat  onofficieel ook het Julientje genoemd werd. Met toenmalig student Peter Rombaut werd het Romboutje ontwikkeld. In het begin van de jaren 2000 prijkten behalve deze 'klassiekers' ook de Glennie, Cappoentje - twee varianten met een bicky - en de Friet Royal  tussen de Specials van de De Gouden Saté.
Na het overlijden van Taghon in 2013 nam zijn dochter en schoonzoon de frituur over. Ze kregen problemen met de eigenaar van het pand en omdat de nachtelijke uurtjes hen niet in de koude kleren gingen zitten werd omstreeks 2017 de zaak verkocht met de voorwaarde dat "de naam en faam" behouden zou worden. De schoonzoon van Taghon en de tot dan toe vaste medewerker begonnen elk hun eigen frituur elders in de stad, respectievelijk ‘t Satéke op de Brugsevaart en Stefano's Place verderop in de straat van De Gouden Saté.
De nieuwe eigenaars van De Gouden Saté ontwikkelden een veganistische variant van het Julientje, en een haute cuisine-versie voor een breder publiek. In 2021 werd de zaak verbouwd, waarna men in staat was verse frieten te snijden in plaats van voorgebakte frieten te gebruiken.

## Biertje
In 2024 werd een biertje ontwikkeld dat - evenals de gelijknamige snack - naar de oorspronkelijke uitbater van De Gouden Saté is vernoemd: het Julientje. Het viel nog dezelfde jaar in de prijzen van de World Beer Awards. Van dit biertje is ook een alcoholvrije variant gemaakt, die is echter door bierkenner Frederik Baute afgeserveerd tijdens een test van alcoholvrije bieren.